# Episema elephantina
Episema elephantina är en fjärilsart som beskrevs av Charles Boursin 1955. Episema elephantina ingår i släktet Episema och familjen nattflyn. Inga underarter finns listade i Catalogue of Life.